# Asilus delector
Asilus delector är en tvåvingeart som beskrevs av Harris 1780. Asilus delector ingår i släktet Asilus och familjen rovflugor. Inga underarter finns listade i Catalogue of Life.